# Список умерших в 784 году

## Июль
- 16 июля — Фульрад, христианский святой.

## Август
- 21 августа — Альберик Утрехтский, епископ Утрехтский (775—784), святой Католической и Православной церкви.

## Ноябрь
- 27 ноября — Святой Виргилий, епископ Зальцбурга (745—784), настоятель Зальцбургского аббатства св. Петра, миссионер, просветитель Каринтии.

## Дата смерти неизвестна или требует уточнения
- Башшар ибн Бурд, арабский поэт эпохи Аббасидов.
- Герольд I, знатный франк, граф в Крайхгау и Англахгау; родоначальник Герольдингов и Удальрихингов.
- Дрест VIII, король пиктов.
- Павел IV, патриарх Константинопольский (780—784), канонизирован Православной церковью в лике святителя.